# Karl Ferdinand von Buol-Schauenstein

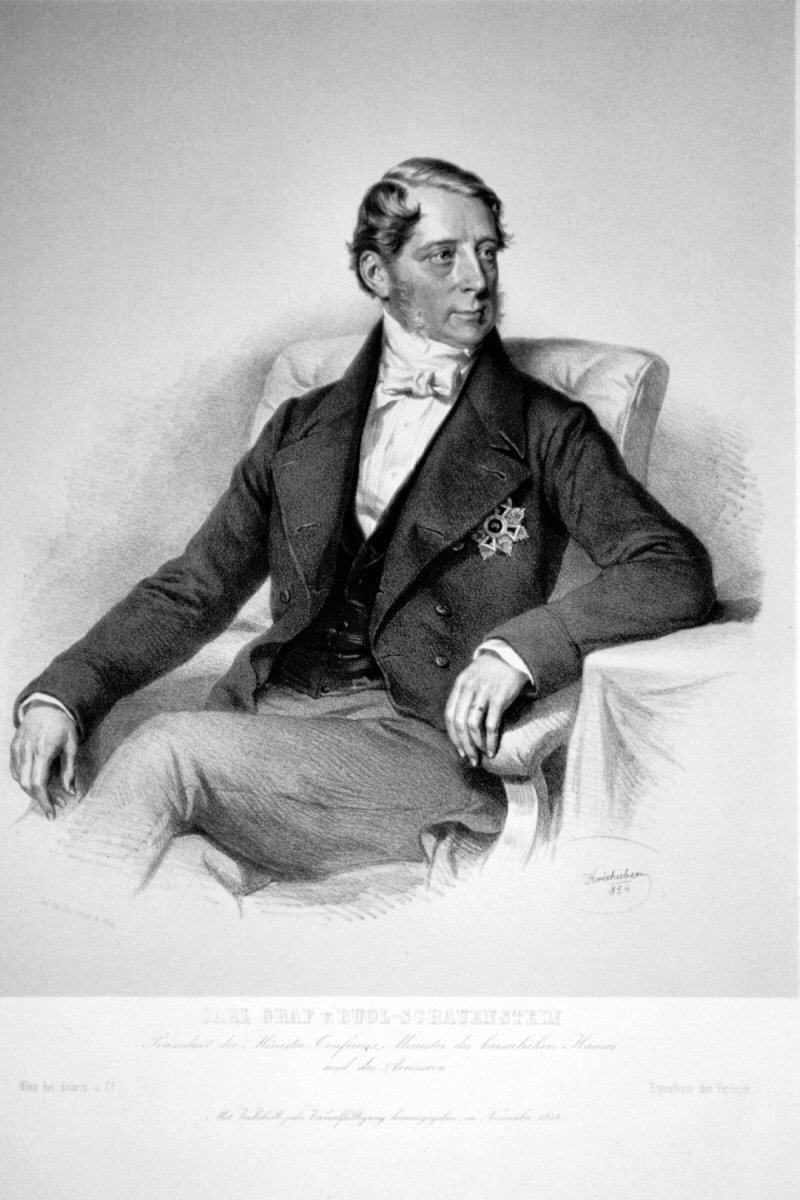
Karl Ferdinand von Buol-Schauenstein, Lithographie von Joseph Kriehuber 1854

Karl Ferdinand Graf von Buol-Schauenstein (* 17. Mai 1797 in Wien; † 28. Oktober 1865 ebenda) war ein österreichischer Staatsmann.

## Leben
Er entstammte einem alten Geschlecht Graubündens, den Buol und war Sohn des Grafen Johann Rudolf Buol-Schauenstein, dem ersten Präsidenten des Bundestages († 1834). Wie sein Vater widmete er sich in Österreich der diplomatischen Laufbahn, wurde Gesandter in Karlsruhe, Darmstadt, Stuttgart, Turin, Sankt Petersburg und London. 1852 bis 1859 bekleidete er das Amt des Ministerpräsidenten und des Außenministers. Die unentschiedene Haltung im Krimkrieg wirkte sich ungünstig auf die österreichisch-russischen Beziehungen aus. 1859 führte sein Ultimatum zum unglücklichen Krieg mit Piemont-Sardinien. 1859 trat er zurück. Das Urteil der Zeitgenossen über seine Politik war durchwegs negativ.
Die in größerem historischen Abstand verfasste Neue Deutsche Biographie (Band 3, 1957) bezeichnet Karl Ferdinand von Buol-Schauenstein als  vornehm und ehrenhaft und urteilt über seine Politik: Er war gescheitert, weil er die richtige Erkenntnis von der Bedrohung der österreichischen Existenz durch Preußen und Rußland nicht bei seinem inkonsequenten Kaiser durchzusetzen vermochte und die nötigen italienischen Opfer nicht gebracht hatte.

## Familienverhältnisse
Er war seit 1830 verheiratet mit Prinzessin Caroline Franziska von Isenburg-Birstein (1809–1861), der Enkelin des bayerischen Generalleutnants Friedrich Wilhelm zu Isenburg und Büdingen (1730–1804) und seiner Gattin Karoline Franziska Dorothea von Parkstein (1762–1816), einer natürlichen Tochter des Kurfürsten Karl Theodor von Kurpfalz-Bayern. Der Ehe entsprang die Tochter Josephine Caroline von Buol-Schauenstein (1835–1916). Sie ehelichte 1858 den Diplomaten Gustav von Blome (1829–1906).